# Watt par kelvin
Le watt par kelvin (W K−1 ou W/K) est l'unité SI de conductance thermique.
C'est l'inverse du kelvin par watt, unité de la résistance thermique.

## Unité
{\displaystyle \mathrm {W\ K^{-1}} }